# عضو پیوسته انجمن مهندسان برق و الکترونیک
یک عضو موسسه مهندسان برق و الکترونیک با داشتن امتیازی غیرمعمول در حرفه به مرتبه عضو پیوسته (به انگلیسی: IEEE Fellow) ارتقا می‌یابد. این رتبه باید با مشورت هیأت اداره کنندگان به شخصی با توفیقات بالاتر از معمول در هریک از زمینه‌های مورد علاقه موسسه مهندسان برق و الکترونیک اعطا شود.